# Waslala
Waslala est une municipalité nicaraguayenne de la région autonome de la Côte caraïbe nord.

## Histoire
Waslala (en espagnol : waslala) est une ville et une municipalité située dans la région autonome de la côte caraïbe du nord du Nicaragua, à 71 miles de Matagalpa et à 161 miles de Managua.
La révolution nicaraguayenne a énormément affecté Waslala - c'était l'endroit de nombreux combats de guérilla. La ville a l'électricité, la télévision et le service de câble, et le service de téléphone portable. Peu de 95 collectivités périphériques ont de l'électricité ou de l'eau courante, bien que certains propriétaires d'entreprise aient des générateurs pour des sources d'alimentation limitées.
De nombreuses organisations travaillent à Waslala pour aider la communauté à bâtir l'économie locale et améliorer la santé des gens qui y vivent, notamment Water for Waslala [1] et Pigs for Kids [2].